# Colobothea grallatrix
Colobothea grallatrix es una especie de escarabajo longicornio del género Colobothea, categorizada en la tribu Colobotheini, de la subfamilia Lamiinae. Fue descrita por Bates en 1865.

## Descripción
Mide 9,5-13,8 mm de longitud.

## Distribución
Se distribuye por Brasil, Ecuador y Guayana Francesa.